# Regierungskanzlei der Republik Litauen

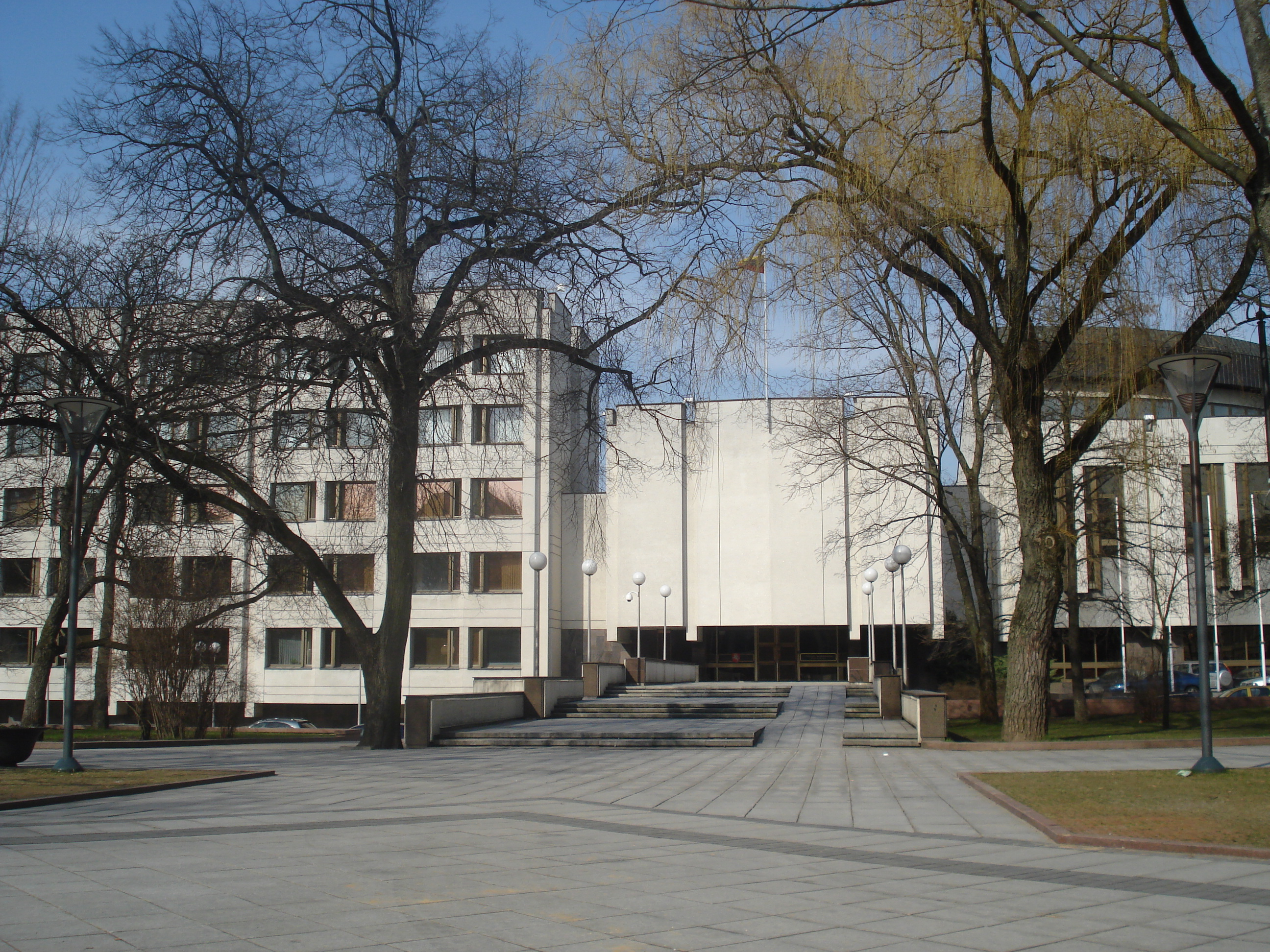
Sitz

Die Regierungskanzlei der Republik Litauen (Lietuvos Respublikos Vyriausybės kanceliarija, LRVK) ist eine von der Regierung Litauens errichtete Regierungskanzlei. Sie nimmt die administrativen und Stabsfunktionen für den Regierungschef Litauens wahr, indem der Ministerpräsident bei der Ausübung seiner Amtsgeschäfte unterstützt wird. Der Leiter der Behörde ist Regierungskanzler (bis 2002 Regierungssekretär).
Vom 15. September 2009 bis zum 1. Mai 2013 war das Amt des Ministerpräsidenten der Republik Litauen (Lietuvos Respublikos Ministro Pirmininko tarnyba, LR MPT; Ministro Pirmininko tarnyba, MPT).

## Leiter

### Regierungssekretär
- 1996: Kęstutis Čilinskas (1946–2011)
- bis 1997: A. Mikulis
- 1997–1999: A. Savičius
- 1999: O. Romančikas
- 1999: A. Deveikis
- Dalia Kutraitė-Giedraitienė (* 1952)
- 1999–2001: Algirdas Šemeta

### Regierungskanzler
- 2002–2006: Antanas Zenonas Kaminskas
- 2006–2009: Valdemaras Sarapinas
- 2009–2012: Deividas Matulionis (* 1963)
- seit 2012–2016: Alminas Mačiulis (* 1961)[1]
- November 2016: Rimantas Vaitkus
- Vom 14. Dezember 2016 bis Dezember 2017: Milda Dargužaitė (* 1976)[2]
- 2018–2020: Algirdas Stončaitis (* 1962)
- Seit 15. Dezember 2020: Giedrė Balčytytė

Vizekanzler
- 2016–2020: Alminas Mačiulis (* 1961)